# 2022年鳳凰城影評人協會獎
第23屆鳳凰城影評人協會獎（英語：The 23rd Phoenix Film Critics Society Awards）旨在表揚2022年優秀的電影作品，於2022年12月19日宣布得獎名單。2022年12月16日前上映的電影均具角逐資格，最終由科幻電影《媽的多重宇宙》囊括7項獎座。

## 得獎名單

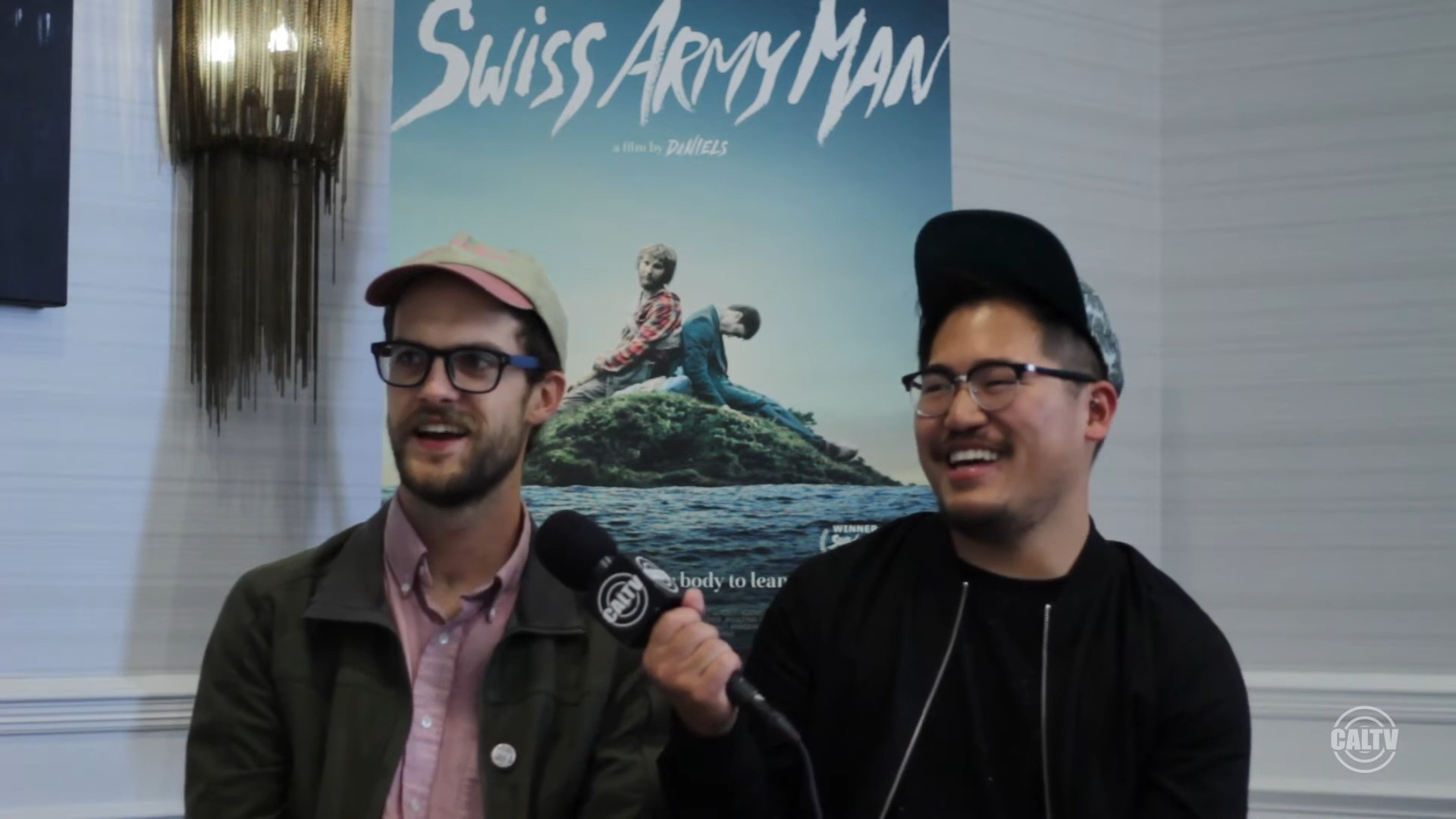
最佳導演、原創劇本：丹尼爾·舒奈特、關家永

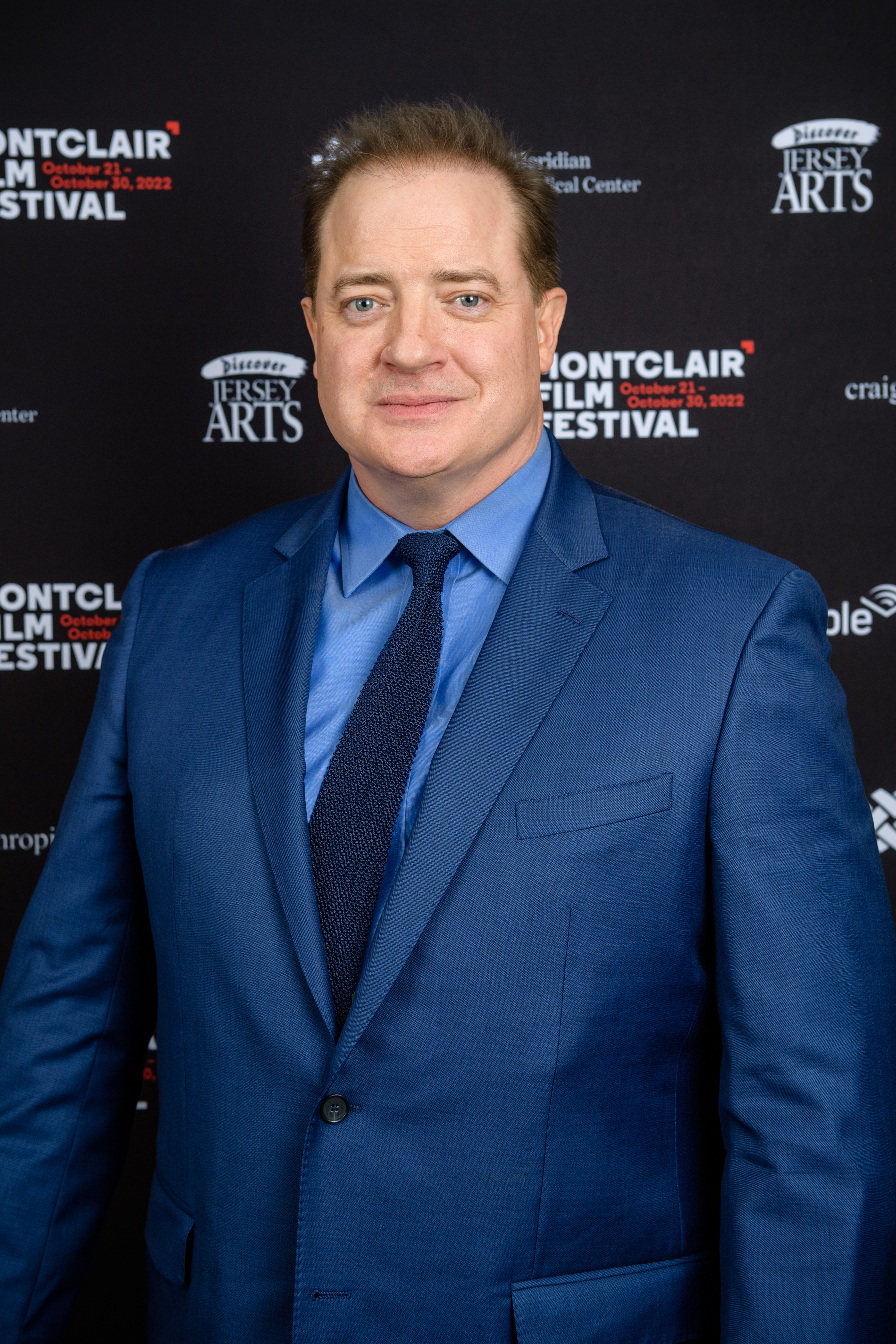
最佳男主角：布蘭登·費雪

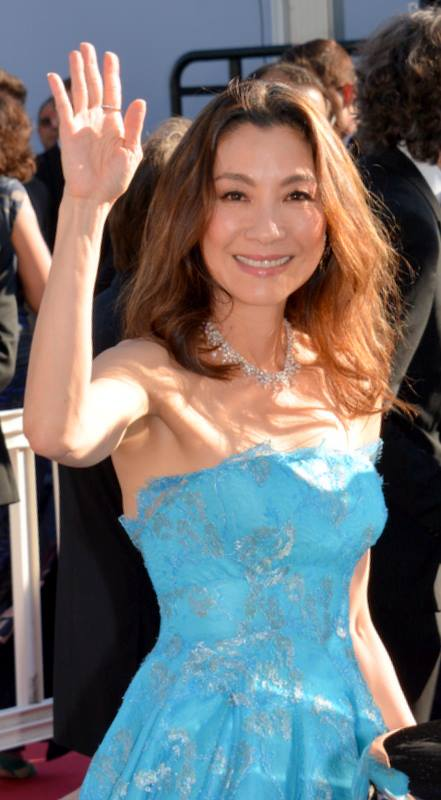
最佳女主角：楊紫瓊

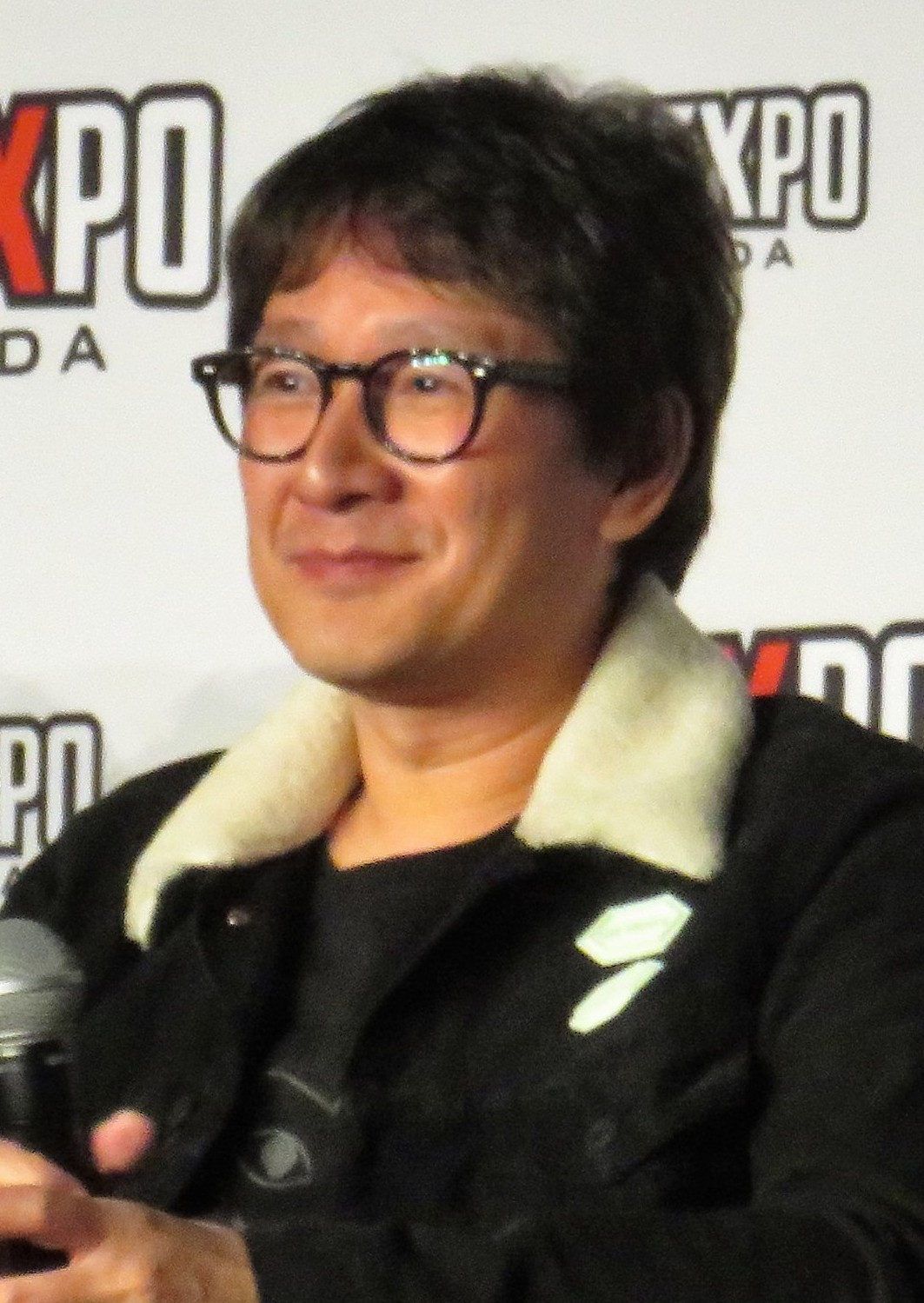
最佳男配角：關繼威

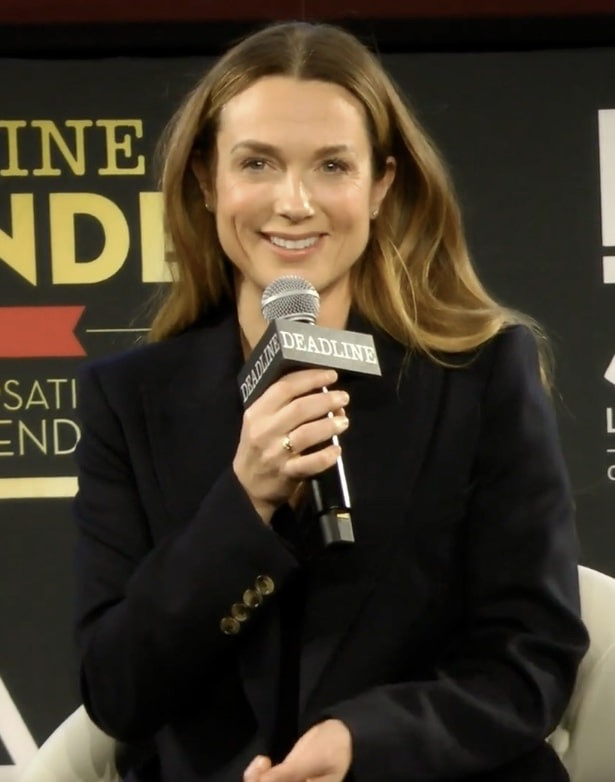
最佳女配角：凯瑞·康顿

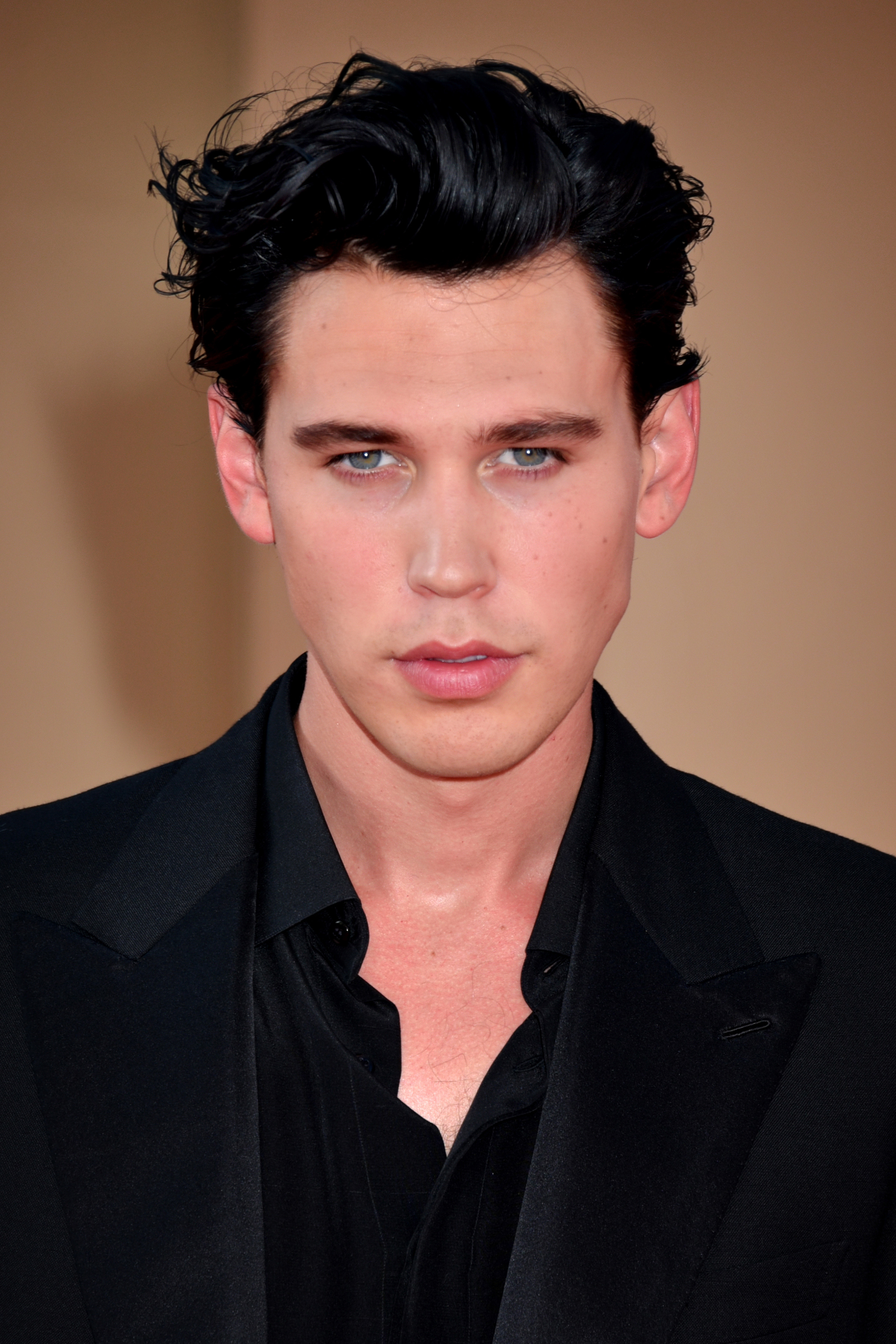
突破表現：奧斯汀·巴特勒

- 年度十大電影
  - 《阿凡達：水之道》
  - 《巴比倫》
  - 《媽的多重宇宙》
  - 《迷你網紅實貝秀》
  - 《TÁR塔爾》
  - 《伊尼舍林的女妖》
  - 《法貝爾曼》
  - 《我的鯨魚老爸》
  - 《捍衛戰士：獨行俠》
  - 《沒有聲音的女人們》

最佳影片

《媽的多重宇宙》
- 最佳導演

《媽的多重宇宙》關家永、丹尼爾·舒奈特
- 最佳男主角

《我的鯨魚老爸》布蘭登·費雪
- 最佳女主角

《媽的多重宇宙》楊紫瓊
- 最佳男配角

《媽的多重宇宙》關繼威
- 最佳女配角

《伊尼舍林的女妖》凯瑞·康顿
- 最佳整體演出

《媽的多重宇宙》
- 最佳原創劇本

《媽的多重宇宙》
- 最佳改編劇本

《我的鯨魚老爸》
- 年度受埋沒電影

《迷你網紅實貝秀》
- 最佳動畫片

《迷你網紅實貝秀》
- 最佳外語片

《西線無戰事》
- 最佳紀錄片

《晚安奥比》
- 最佳原創歌曲

《黑豹2：瓦干達萬歲》－Lift Me Up
- 最佳原創配樂

《巴比倫》
- 最佳攝影

《捍衛戰士：獨行俠》
- 最佳電影剪輯

《媽的多重宇宙》
- 最佳美術設計

《巴比倫》
- 最佳服裝設計

《黑豹2：瓦干達萬歲》
- 最佳視覺效果

《阿凡達：水之道》
- 突破表現

《貓王艾維斯》奧斯汀·巴特勒
- 最佳青年演出

《日麗》法蘭琪·柯芮（Frankie Corio）

## 外部連結
- 官方网站（英文）